# Municipio de Chínipas
El Municipio de Chínipas es uno de los municipios que conforman el estado mexicano de Chihuahua, situado en el extremo suroeste del territorio, se encuentra enclavado en la Sierra Madre Occidental, en la región de las barrancas. Su cabecera es el pueblo de Chínipas.

## Geografía
El municipio de Chínipas se encuentra situado en el extremo suroeste del estado de Chihuahua, sus coordenadas geográficas extremas son 26° 59' - 27° 48' de latitud norte y 108° 16' - 108° 45' de longitud oeste; su territorio es sumamente abrupto, fluctuando su altitud entre un mínimo de 200 y un máximo de 2 400 metros sobre el nivel del mar.
Limita al este con el municipio de Guazapares y al norte con el municipio de Uruachi; al oeste limita con el municipio de Quiriego y con el municipio de Álamos del estado de Sonora y al sur con el municipio de Choix en el estado de Sinaloa.

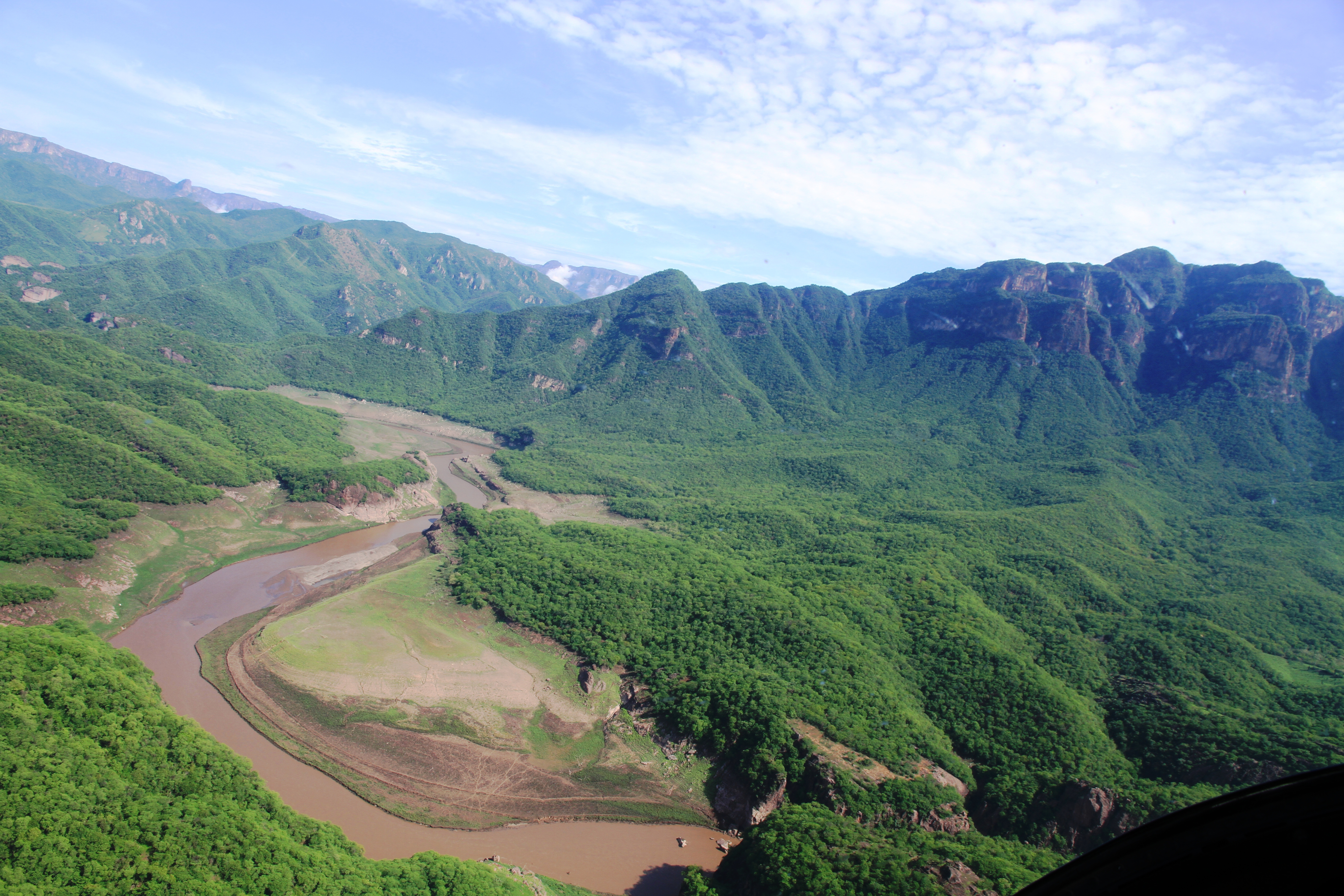
El río Chínipas y el entorno montañoso del territorio municipal.

### Orografía e hidrografía
Su relieve es sumamente accidentado, por encontrarse en la zona de barrancas de la llamada Baja Tarahumara, esto tiene consecuencias dadas por las grandes diferencias de altitud de diversas zonas del municipio, la hidrografía esta principalmente representada por el Río Chínipas, al que se unen numerosos afluentes de las montañas y este a su vez forma parte del Río Fuerte al pasar al estado de Sinaloa, igualmente otras corrientes son tributarias del Río Mayo en Sonora.

### Clima y ecosistemas
Es afectado por las diferencias de altitud del terreno, siendo templado y frío en las alturas, hasta cálido en el fondo de las barrancas, la cabecera municipal, por ejemplo, se encuentra a solo 440 m s. n. m., lo que le da un clima cálido templado. La flora está representada por coníferas en las montañas y cactáceas en el fondo de las barrancas, y la principal fauna por guajolote, paloma de collar, conejo, puma, gato montés, coyote y venado de cola blanca.

## Demografía
Según el Censo de Población y Vivienda de 2020 realizado por el Instituto Nacional de Estadística y Geografía, la población del municipio de Chínipas es 6 222 habitantes, de los cuales 50.7% son hombres y 49.3% son mujeres.

### Localidades
En el censo de 2020 el municipio de Chínipas contaba con 138 localidades.
| Código INEGI      | Localidad          | Población (2020) |
| ----------------- | ------------------ | ---------------- |
| 080200001         | Chínipas de Almada | 2 057            |
| Otras localidades | Otras localidades  | 4 165            |
| Total municipal   | Total municipal    | 6 222            |

## Política
El gobierno del municipio el corresponde al Ayuntamiento, electo por voto popular, directo y secreto para un periodo de tres años no reelegibles de forma inmediata pero si de manera no continua, el ayuntamiento de acuerdo con el Código municipal de Chihuahua está integrado por el presidente municipal, el Síndico y un cabildo formado por cuatro regidores de mayoría; se eligen además regidores de representación proporcional cuyo número es fijado por la Ley Electoral. El Presidente municipal y los cuatro regidores son electos mediante una planilla, mientras que el síndico es designado mediante una elección uninominal. Todos entran a ejercer su cargo el día 10 de octubre del año de la elección.

### Subdivisión administrativa
Para su régimen interior, el municipio de Chínipas se encuentra dividido en cuatro secciones municipales: Guadalupe Victoria, Ignacio Valenzuela Lagarda (Loreto), Gorogachi y Milpillas; su presidente seccional es electo mediante plebiscito popular organizado por el ayuntamiento y dura en su encargo tres años.

### Representación legislativa
Para la elección de diputados locales al Congreso de Chihuahua y de diputados federales a la Cámara de Diputados federal, el municipio de Chínipas se encuentra integrado en los siguientes distritos electorales:
Local:
- Distrito electoral local 13 de Chihuahua con cabecera en Guerrero.[9]

Federal:
- Distrito electoral federal 7 de Chihuahua con cabecera en Cuauhtémoc.[10]

### Presidentes municipales
- (1998 - 2001): Idelfonso Martínez Zamorano
- (2001 - 2004): Ramón Enrique Hernández Santini
- (2004 - 2007): Leonel Martínez Velducea
- (2007 - 2010): Luis Manuel Schultz Trasviña
- (2010 - 2013): Leonel Martínez Velducea
- (2013 - 2016): Hugo Schultz Alcaraz
- (2016 - 2018): Jesús Ramón Agramon Varela
- (2018 - 2021): Salomé Ramos Salmón
- (2021 - 2024): Salomé Ramos Salomón 20px